# Lettre de cachet
Lettre de cachet ([леттр дё каше́]; с фр. — «письмо с печатью») — в абсолютистской Франции приказ о внесудебном аресте того или иного человека в виде письма с королевской печатью. Эти письма были примечательны тем, что в уже подписанных документах оставлялось свободное место, где можно было указать имя и фамилию любого человека.
Наиболее известны случаи, когда с помощью этих писем производился арест врагов монархии. В то же время возможность вписать любое имя использовалась королевскими придворными для борьбы со своими личными врагами. Кроме того, в тюрьму могли помещаться люди с неоднозначным моральным обликом, чьё поведение вызывало недовольство духовенства либо дискредитировало семью. Иногда возможности lettres de cachet использовались для того, чтобы уберечь того или иного человека от правосудия: находившийся в тюрьме по приказу короля не мог быть привлечён к суду обычным способом.
Всего только за 1741—1775 годы было отправлено около 20 тысяч писем. По одному из них в Шамбери был арестован маркиз де Сад вместе со слугой (письма у французского короля добилась тёща де Сада, мадам де Монтрёй).
В более широком смысле lettre de cachet — королевское письмо с силой закона. Lettres de cachet были отменены во время Великой французской революции как символ абсолютистского произвола.

В литературе использование подобного письма описано в романе Александра Дюма «Десять лет спустя»: чтобы усмирить молодого графа де Варда, д’Артаньян угрожает ему тюремным заключением именно с помощью леттр де каше.
«…
 — Так что же случится?
 — То, что я пойду к королю, который относится ко мне хорошо, — я имел счастье оказать ему некоторые услуги в те времена, когда вас еще не было на свете, и еще недавно, по моей просьбе, король прислал мне подписанный, но незаполненный приказ на имя господина Безмо де Монлезена, коменданта Бастилии, — я скажу королю: „Государь, один человек низко оскорбил господина де Бражелона, задев честь его матери. Я написал имя этого человека на приказе, который ваше величество соблаговолили дать мне, и таким образом господин де Вард отсидит в Бастилии три года“. — И д’Артаньян, вынув из кармана подписанный королем приказ, протянул его де Варду.».